# Гельмут Гайнріх
Гельмут Гайнріх (нім. Helmuth Heinrich; 4 жовтня 1913, Грюнендайх — 17 лютого 2012, Грюнендайх) — німецький офіцер-підводник, оберлейтенант-цур-зее резерву крігсмаріне (1 березня 1943).

## Біографія
У вересні 1939 року вступив на флот. З травня 1940 року — вахтовий офіцер в 11-й флотилії форпостенботів, з серпня 1940 року — в 56-й флотилії мінних тральщиків. В березні-жовтні пройшов курс підводника. З 15 грудня 1943 по 9 серпня 1944 і з 3 вересня по 31 жовтня 1944 року — командир підводного човна U-299, на якому здійснив 2 походи (разом 34 дні в морі). В листопаді 1944 року переданий в розпорядження головнокомандування ВМС «Схід». З 2 березня 1945 року — командир U-255, на якому здійснив 4 походи (разом 18 днів у морі). Після капітуляції Німеччини U-255 покинув Нарвік і 17 травня прибув в Шотландію, де здався британській владі.